# Čentiba
Čentiba (mađarski: Csentiba) je naselje u slovenskoj Općini Lendavi. Čentiba se nalazi u pokrajini Prekomurju i statističkoj regiji Pomurju. 

## Stanovništvo
Prema popisu stanovništva iz 2002. godine naselje je imalo 756 stanovnika.